# اونکاتیوا
اونکاتیوا (به اسپانیایی: Oncativo) یک منطقهٔ مسکونی در آرژانتین است که در Río Segundo Department واقع شده‌است. اونکاتیوا ۱۳٬۱۸۰ نفر جمعیت دارد و ۲۸۷ متر بالاتر از سطح دریا واقع شده‌است.